# Mabit
Pour les articles homonymes, voir Mabit (homonymie).
Mabit ou Bit-Nyambeu est un village de la commune de Bangangté dans la région de l'ouest du Cameroun.

## Population
Selon le recensement de 2005, la population de Mabit Ou Bit-Nyambeu est de 389 personnes.

## Localisation géographique
La localisation de Mabit Ou Bit-Nyambeu est 5.14 de latitude et 10.53 de longitude.